# Ciclone Daniel
Il ciclone Daniel, noto anche come tempesta o uragano Daniel, è stato un ciclone tropicale mediterraneo (medicane) che si è abbattuto sulla penisola balcanica e su alcuni paesi del mar Mediterraneo, colpendo principalmente Bulgaria, Grecia, Egitto, Israele, Libia e Turchia, tra il 4 e il 12 settembre 2023.
Daniel si è formato nell'ambito di un blocco ad omega il 4 settembre 2023, assumendo caratteristiche subtropicali transitando sul mar Ionio dopo aver colpito la penisola balcanica, nella quale ha causato inondazioni e forti alluvioni (concentrate prevalentemente in Bulgaria, Grecia e Turchia). Il 10 settembre ha toccato la costa della Libia in Cirenaica, dove si sono registrati i maggiori danni a causa del collasso di due dighe nei pressi di Derna.

## Formazione
La tempesta è stata il risultato di un blocco Omega, dove una zona di alta pressione si è inserita tra due zone di bassa pressione, con le isobare che hanno la forma della lettera greca Ω.
L'area di bassa pressione si è sviluppata sul Mar Ionio, il quale presentava una temperatura dell'acqua di livello tropicale. Successivamente, la perturbazione atmosferica si è spostata verso sud sulla penisola balcanica provocando piogge torrenziali, in particolare sulla regione greca della Tessaglia. Il giorno successivo il sistema è diventato un ciclone mediterraneo sul Mar Ionio ed è stato chiamato tempesta Daniel dal Servizio Meteorologico Nazionale Ellenico. Nei giorni successivi, il sistema si è spostato verso sud-est, raggiungendo il picco di tempesta subtropicale con venti registrati dagli strumenti su Metop a 45 nodi (83 km/h).
La tempesta si è poi abbattuta vicino alla città di Bengasi, in Libia. Il 10 settembre, Daniel si è diretta ad est e ha continuato verso l'entroterra prima di dissiparsi completamente il 12 settembre.

## Impatto

### Grecia

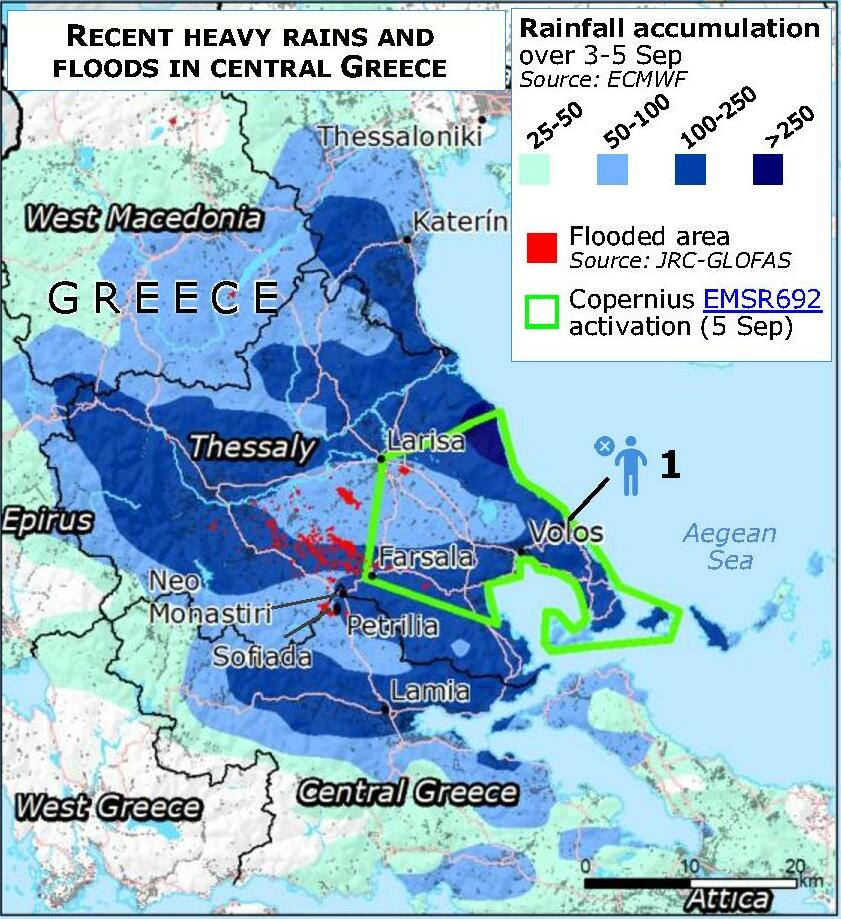
Inondazioni nella Grecia centrale

Il 5 settembre, un'alluvione in Tessaglia, in Grecia, ha ucciso almeno una persona. Lo stesso giorno il villaggio di Zagora ha ricevuto 1 092 millimetri (43,0 in) di pioggia, 55 volte superiore alla piovosità media del paese per lo stesso mese. Il villaggio di Portaria ha registrato un nuovo record di precipitazioni pari a 884 mm. Non è stato possibile misurare ulteriori precipitazioni perché la stazione meteorologica successivamente si è guastata. Il 6 settembre, il fiume Krafsidonas, che nasce sul Pelio, ha straripato a Volos distruggendo un ponte e una casa di cura, trascinando automobili, autobus, alberi e altri detriti lungo il suo percorso.
Il 7 settembre l'autostrada principale tra Atene e Salonicco è stata chiusa e i servizi ferroviari tra le due città sono stati sospesi. In Tessaglia, oltre 800 persone sono state soccorse tra edifici e ponti crollati e villaggi sommersi. A Larissa, dopo che le piogge sono terminate l'8 settembre, l'acqua ha continuato a salire poiché il fiume Pineios ha straripato dalle sue sponde fino a raggiungere un livello di 9,5 metri rispetto al livello normale di 4 m.

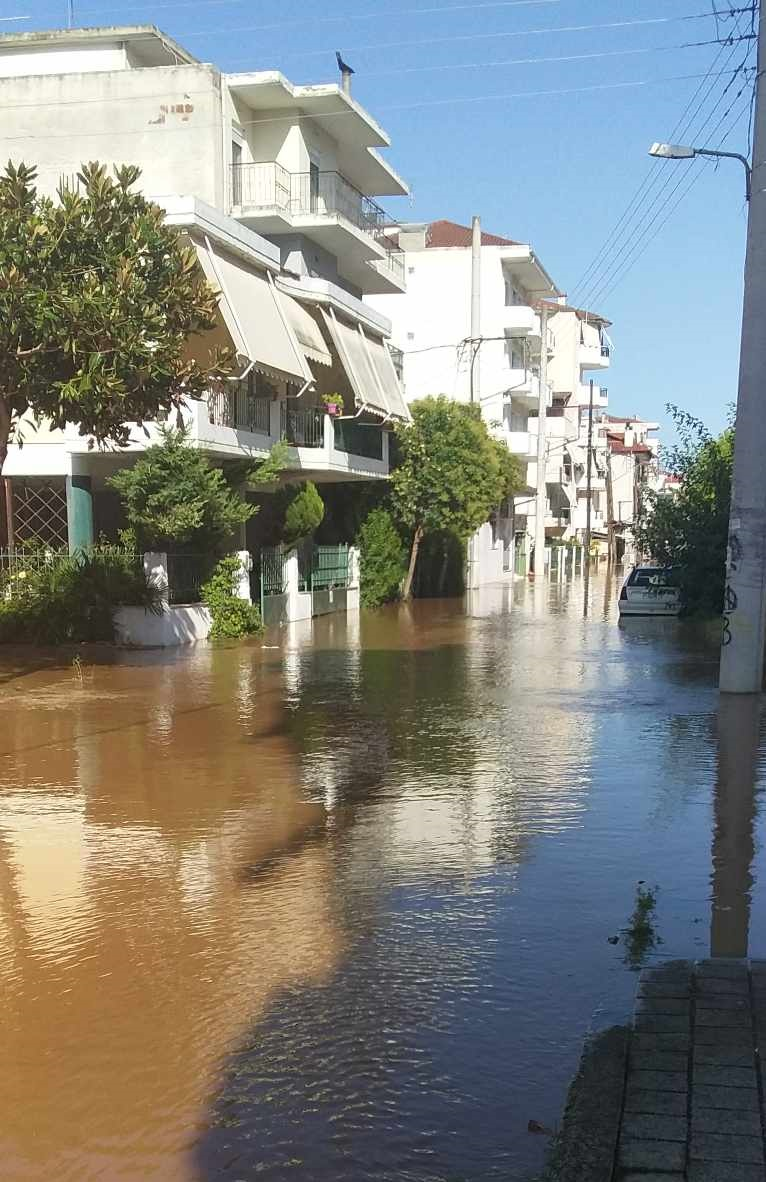
Una strada allagata a Larissa, in Grecia

Dall'inizio della tempesta, è stato attivato il servizio di mappatura rapida del programma Copernicus per la zona alluvionata in Grecia, in cui è stata effettuata l'analisi dei dati del satellite Sentinel-1 del 7 settembre, rilevando un'area inondata stimata di circa 73.000 ettari. I meteorologi hanno classificato la tempesta come la peggiore mai registrata in Grecia da quando sono iniziati i monitoraggi nel 1930. Le inondazioni in Tessaglia, che fornisce circa il 15% della produzione agricola greca, hanno distrutto i raccolti per il resto dell’anno e causato gravi danni a lungo termine poiché lo spesso strato di fango renderà il terreno sterile, impiegando fino a cinque anni per diventare di nuovo perfettamente funzionante. Il governatore della Tessaglia, Kostas Agorastos, ha dichiarato all'ente televisivo Hellenic Broadcasting Corporation (ERT) che i danni causati dalla tempesta nella regione sono stati stimati in oltre 2 miliardi di euro.
Il 10 settembre, altri quattro corpi sono stati ritrovati, portando il bilancio delle vittime nel paese a 15, con due persone ancora disperse all'11 settembre. Il 16 settembre le due persone disperse vengono dichiarate decedute, portando il totale delle vittime in Grecia a 17.

### Turchia
Durante i primi giorni della tempesta, 5 persone sono state uccise in Turchia durante le inondazioni a Kırklareli e 2 sono morte ad Istanbul nei distretti di Başakşehir e Küçükçekmece.

### Bulgaria

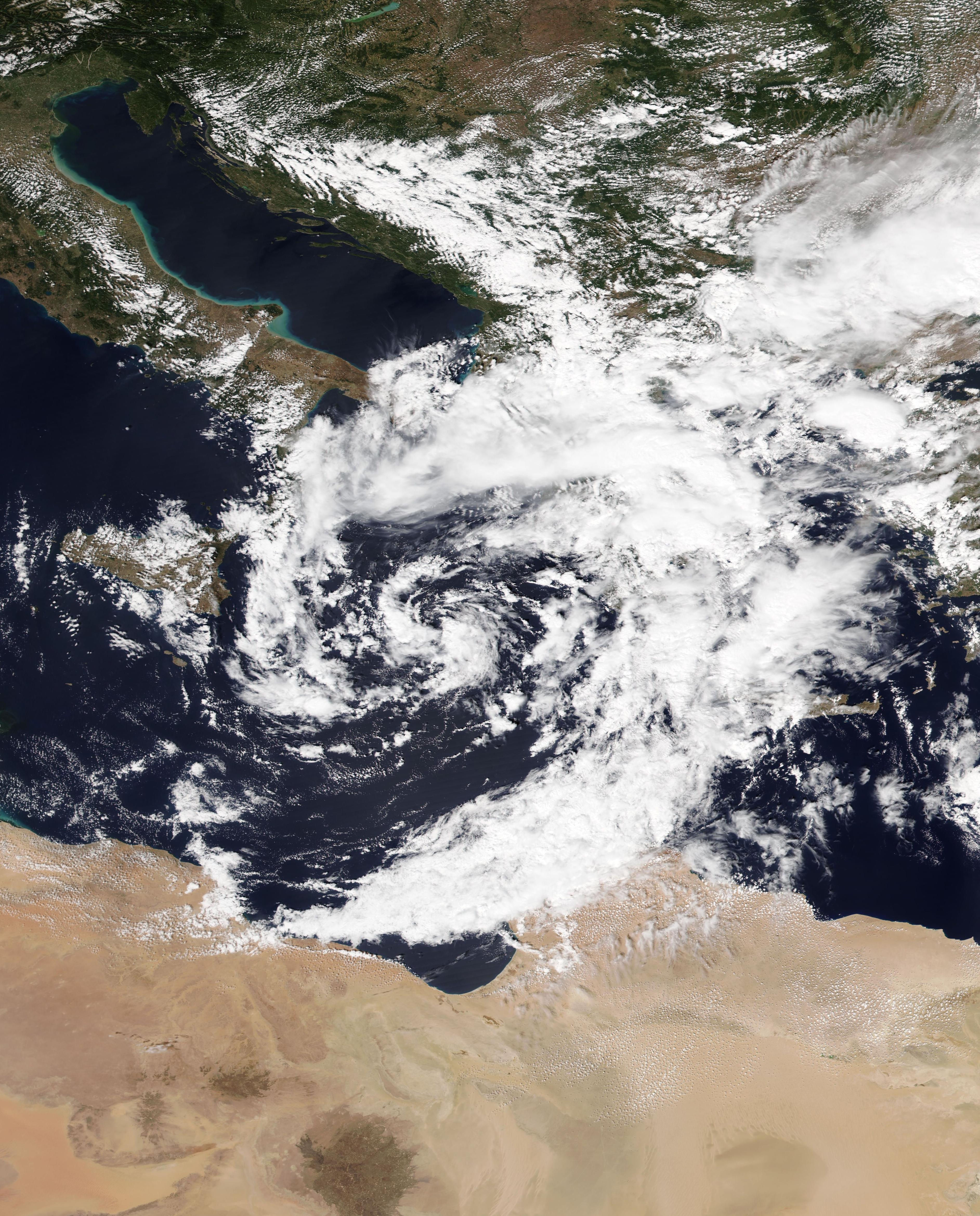
Tempesta Daniel il 5 settembre 2023

Alcuni villaggi sul Mar Nero della provincia di Burgas, nel sud-est della Bulgaria sono stati sommersi, costringendo la popolazione all'evcuazione dell'area. A Carevo 3 persone sono state travolte dal crollo di un ponte, mentre un'altra persona morta annegata.
Nella località Kosti di Carevo sono state registrate piogge per 311 mm (420% della media mensile di settembre), mentre ad Agatopoli ammontavano a 196 mm (350% della media mensile), e a Gramatikovo a 275 mm (368% della media mensile).
Una rara tromba marina è stata osservata nel mare vicino Šabla, nel nord-est della Bulgaria.

### Libia

#### Derna
A Derna, almeno 6.000 persone sono state confermate morte dopo il crollo delle dighe Derna-Belad e Abu Mansour. Il crollo ha sprigionato circa 30 milioni di metri cubi d'acqua (equivalenti a 12.000 piscine olimpioniche) causando danni catastrofici in tutta l'area dopo che il uadi Derna ha straripato di 50 metri per sponda. I residenti hanno affermato di aver sentito forti boati nel momento in cui le dighe sono crollate. Osama Hamada, primo ministro del Governo di Stabilità Nazionale che controlla la Libia orientale, ha dichiarato che i quartieri residenziali sono stati spazzati via. I video pubblicati sui social media mostrano le auto sommerse dall'acqua. Sono crollati anche quattro ponti, mentre il ministro dell'aviazione di Hamada, Hisham Chkiouat, ha affermato che Derna sembrava fosse stata "colpita da uno tsunami" e che "il 25% della città è scomparsa", Il ministro della Sanità di Hamada, Othman Abduljalil, ha detto che nella sola Derna mancano all'appello 6.000 persone. Solo tre dei dieci quartieri della città non sono stati coinvolti nell'inondazione, mentre cinque delle sette vie di accesso a Derna erano impraticabili.
Gli ospedali della città sono stati resi inutilizzabili mentre gli obitori si sono riempiti, lasciando numerosi cadaveri sui marciapiedi e nella piazza principale della città. Più di 300 corpi sono stati inviati all'obitorio di Tobruk per far fronte al congestionamento. Circa 1.000 morti sono stati sepolti in fosse comuni. La marina militare libica ha tento il recupero dei corpi trascinati in mare dalle inondazioni. Sono stati recuperati circa 200 cadaveri a circa 20 km da Derna, mentre altri anche a 100 km dalla città. Un uomo è stato soccorso in mare a circa 20 km dalla costa.
Prima della tempesta, ai residenti era stato impedito di lasciare le proprie case dopo che le autorità avevano imposto un coprifuoco precauzionale il 10 settembre.
La portata del disastro di Derna è stata attribuita a decenni di incuria dovuti prima al regime di Muʿammar Gheddafi e successivamente alla guerra civile libica e ai conseguenti effetti politici.
Le dighe crollate vennero costruite da un'impresa jugoslava tra gli anni 1973 e 1977 con l'obiettivo di contenere le inondazioni, fornire acqua per l'agricoltura e la popolazione. La diga Derna-Belad aveva una portata d'acqua di 18 milioni di metri cubi ed era alta 75 metri, mentre la diga Abu Mansour aveva una portata d'acqua di 1,5 milioni di metri cubi ed era alta 45 metri. Entrambe le dighe vennero gravemente danneggiate durante una tempesta nel 1986 e in entrambe vennero riscontrati gravi danni strutturali nel 1998. Il vicesindaco della città disse che non erano state manutenute dal 2002 e non erano state progettate per sopportare volumi d'acqua di tale portata. Il crollo della diga a monte, situata alla convergenza di due valli fluviali, ha portato l'acqua contenuta a percorrere 12 chilometri verso il mare, travolgendo la diga a valle, anch'essa sotto stress a causa dell'innalzamento dell'acqua dovuto alla tempesta.

#### Altre aree
Circa 170 mm di pioggia sono caduti nella località costiera di Al Abraq. Testimoni hanno riferito a Reuters che l'acqua si è innalzata fino a 3 metri. Inondazioni si sono verificate anche a Tobruk, Tacnis, Al-Bayada e Battah, così come in tutto il distretto di al-Jabal al-Akhdar e a Misurata. A Beida, gli ospedali sono stati evacuati a causa delle gravi inondazioni provocate da Daniel, e 50 persone sono morte mentre decine sono state dichiarate disperse. In città sono caduti circa 414 millimetri di pioggia, pari al 77% della media annua totale. Sono stati segnalati sette decessi a Susa, sette nelle città di Omar al-Mokhtar e Shahhat e uno a Marj.
Secondo funzionari libici, al 13 settembre sono morte almeno 6.872 persone e tra le 10.000 e le 100.000 altre risultano disperse, tra cui sette membri dell'Esercito nazionale libico. Secondo quanto riferito, circa 7.000 persone sono rimaste ferite e 40.000 sono state sfollate. Dieci ospedali e altre 20 strutture mediche sono state costrette a chiudere il servizio a causa della tempesta. Khalifa Haftar, il governatore militare de facto della Libia orientale, ha definito il danno “enorme” e “difficile da descrivere o misurare”. Il disastro è stato considerato il peggiore che abbia colpito la regione della Cirenaica dal terremoto di Marj del 1963.
Il 9 settembre, la National Oil Corporation ha annunciato la chiusura di tre giorni di quattro porti petroliferi tra cui Ras Lanuf, Zueitina, Brega e Sidra. Gli impianti di Ras Lanuf, Brega e Sidra hanno riaperto il 12 settembre, mentre il porto di Zueitina ha riaperto il 13 settembre.

### Egitto
Daniel ha raggiunto l'Egitto l'11 settembre, dove parti della regione nordoccidentale del paese ha registrato piogge moderate.

## Conseguenze

### Libia
Il Consiglio presidenziale libico con sede a Tripoli ha dichiarato le città di Derna, Shahhat e Bayda come zone disastrate, mentre il Ministero della Sanità con sede a Tripoli ha inviato a Bengasi un aereo che trasportava 14 tonnellate di attrezzature mediche, farmaci, sacchi per cadaveri e personale il 12 settembre. La Camera dei Rappresentanti con sede a Bengasi, che controlla la maggior parte delle aree colpite, ha dichiarato tre giorni di lutto nazionale, così come il Governo di Unità Nazionale, organo riconosciuto a livello internazionale con sede a Tripoli guidato dal primo ministro Abdul Hamid Dbeibah. Dbeibah ha promesso un’indagine sugli estesi danni, nonché lo stanziamento di 2,5 miliardi di dinari libici (515 milioni di dollari) per aiutare a ricostruire Derna e Bengasi.
Tunisia, Germania, Qatar, Iran, Malta, Turchia ed Emirati Arabi Uniti hanno promesso assistenza umanitaria alla Libia, mentre il presidente egiziano Abdel Fattah el-Sisi ha affermato che avrebbe schierato le forze del paese militari in coordinamento con le forze della Libia orientale per aiutare nelle operazioni di soccorso. Una delegazione militare guidata dal capo di stato maggiore delle forze armate Osama Askar si è recata nella Libia con 25 squadre di soccorso e tre aerei militari che trasportavano forniture umanitarie. A seguito di una richiesta del presidente del Consiglio presidenziale libico, Mohamed al-Menfi, l'Algeria ha inviato otto aerei Ilyushin Il-78 trasportando aiuti umanitari che includevano scorte di cibo, attrezzature mediche, vestiti e tende. Il 12 settembre l'Italia tramite il dipartimento della protezione civile ha annunciato l'invio di aiuti, costituendo un ponte aereo tra Pisa e Beida, nonché l'invio a Derna della Nave San Giorgio. Anne-Claire Legendre, portavoce del ministero degli Esteri francese, ha annunciato che il Paese è pronto a rispondere alle richieste di aiuto avanzate dal governo libico. Il capo della politica estera dell'UE, Josep Borrell, ha affermato che l'organizzazione è pronta a fornire sostegno, mentre la presidente della commissione, Ursula von der Leyen, ha espresso le sue condoglianze. L'Organizzazione Mondiale della Sanità ha inviato in Libia una spedizione composta da 40 tonnellate di aiuti.
L’interruzione delle esportazioni di petrolio dalla Libia a causa della tempesta ha contribuito a far salire il prezzo del greggio Brent a 92,38 dollari al barile il 12 settembre, il prezzo più alto registrato da novembre 2022.